# Vol (héraldique)
Pour les articles homonymes, voir Vol.
Le vol est un meuble héraldique qui représente les ailes d'un oiseau réunies par leur base. Sauf indication contraire, il s'agit généralement d'une paire d'ailes d'aigle dont les rémiges s'étendent vers le haut à dextre et à senestre.
Le vol héraldique est dit  "abaissé", lorsque les rémiges s'étendent vers le bas ;
Le vol est dit "banneret", lorsque les deux ailes sont séparées en étant coupées de façon plus ou moins rectangulaire à la manière d'une bannière. Ce vol ne se rencontre guère que dans les ornements extérieurs.
Lorsqu'une seule aile est représentée, il faut parler de demi-vol. Il s'agit alors de l'aile senestre. Si ce demi-vol était au contraire l'aile dextre, il se blasonnerait "contourné", mais le cas n'est que théorique ou en tous cas d'une extrême rareté.

Deux demis-vols representés comme un vol mais non réunis par les bases sont blasonnés "adossé". (ou "ailes adossées)

## Conception et utilisation
Les ailes font partie des premiers et des plus anciens ornements de casque. La tradition des ailes sur le casque remonte à l'époque pré-héraldique, lorsque les tribus germaniques décoraient leurs casques avec. Les casques romains pouvaient être ornés pareillement.
Cette tradition a été reprise et développée avec l'héraldique. La représentation classique use d'ailes d'aigle, caractérisées par de longues rémiges à pointe incurvée et de fines plumes intermédiaires. Il est également fréquent de trouver des ailes de chauve-souris ou de dragon, et dans ce cas, il convient de le blasonner.
Au Moyen Âge, il n'y avait pas de véritables ailes d'aigle sur le casque. La plupart du temps, il s'agissait de planches ou de morceaux de cuir sur lesquels des plumes étaient peintes, comme le montrent les enluminures du codex Manesse par exemple. La représentation naturaliste des ailes d'aigle, telle que dessinée dans le style héraldique moderne, est d'origine plus tardive – XVe siècle – et ne s'est développée que dans l'héraldique papier.
C'est un ornement extérieur très fréquemment utilisé comme cimier du casque. Le vol se rencontre plus rarement dans l'écu.

## Galerie

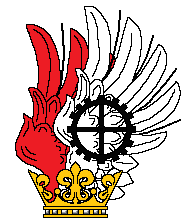
Cimier de la famille von Zimmermann : vol fermé.
Armoiries de la famille Janvier : « d'azur, à un vol d'argent. »
Armoiries de la ville d'Alès : « de gueules au demi-vol d'argent. »
Cimier de Robert de Cassel : vol banneret.
Demi-vol abaissé contourné.
Armoiries de la famille Finstaätten : « de gueules à deux demi-vols  adossés d'argent. »
Armoiries de la famille Robertet : « d'azur à la bande d'or chargée d'un demi-vol dextre de sable posé à plomb et accompagnée de trois étoiles à six rais aussi d'or. »
D'azur à trois demi-vols abaissés d'argent, ceux du chef affrontés (Pradelles)
Aile en griffe (de) verte (Lauterstein)
Tourne à l'envers (Hörsching)
Armoiries des comtes de Nassau (ligne ottonienne)
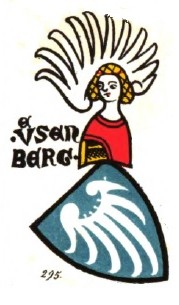
Armoiries des seigneurs d'Üsenberg (de)
Vol de l'un en l'autre (Luins)
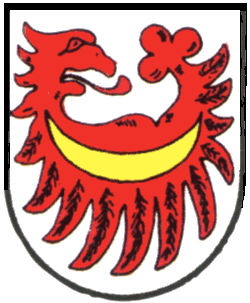
Aile d'aigle rouge allongée recouverte d'une lune dorée (fermoir), devant avec une tête d'aigle tournée vers la gauche, derrière fermée avec un trèfle (Heinsheim)